# Yettel Bulgária
A Yettel Bulgaria (korábbi nevén Telenor Bulgaria ) Bulgária harmadik legnagyobb távközlési vállalata. 2001-ben alapították és 2014-ig "Globul" márkanéven működött. 2013-ban a Telenor megvásárolta. 2018 augusztusában a céget a PPF, egy cseh magánbefektetési alap vásárolta meg. A cég 2022. március 1-ig folytatta a Telenor márka használatát, amikor is Yettel Bulgáriára nevezték át.

## Története

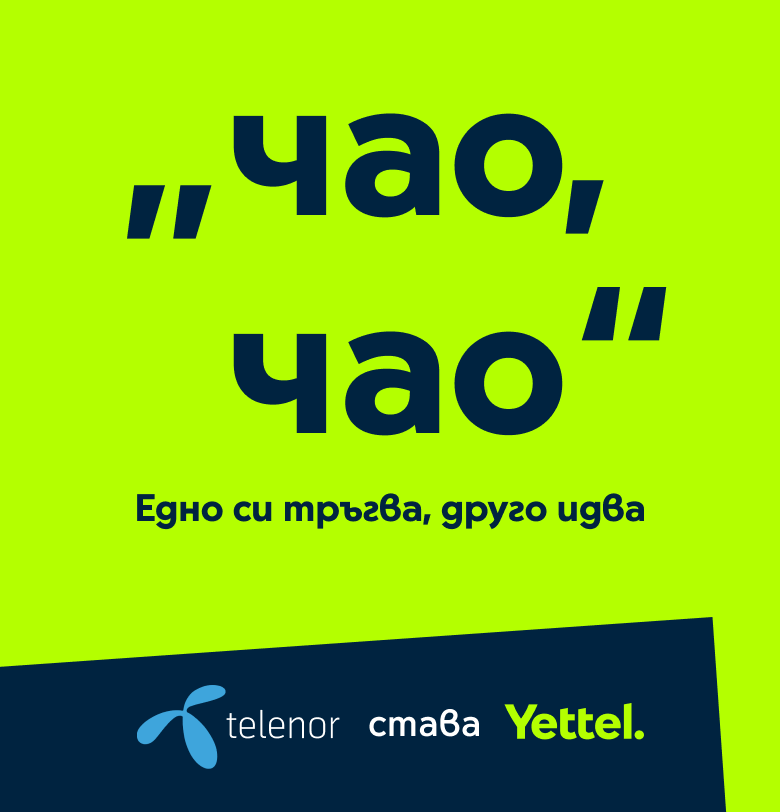
A Telenor márkaváltását bejelentő hirdetés

A céget 2001-ben alapította az OTE görög távközlési vállalat, 2005-től 2013-ig a csoport Cosmote márkavonalának része volt, 2013 augusztusa óta 100%-ban a norvég Telenor távközlési vállalat tulajdonában volt. 
2012 végén a Globul 4,5 millió előfizetőről számolt be, 36%-os előfizetői piaci részesedéssel.
A második márkaváltás 2014. október 16-án kezdődött a Telenor felvásárlását követően.
2018 januárjában a cég vezetése megerősítette azokat a sajtóértesüléseket, amelyek szerint eladják a Telenor délkelet-európai üzletágait, beleértve a Telenor Bulgáriát is. 2018 márciusában a Telenor eladta közép- és kelet-európai (Bulgária, Magyarország és Szerbia ) üzletágait a PPF befektetési alapnak. 
2022. március 1-jétől a Telenor Bulgária neve Yettel Bulgaria. 

## Hálózat
A Telenor Bulgaria 2019. augusztus 19-én egy nyilvános teszt során bonyolította le Bulgária első élő 5G-s videohívását. 2021. június 10-én a Telenor Bulgaria hivatalosan is elindította az 5G szolgáltatást országszerte.  A bolgár piacon fennálló több mint 20 éves története során a vállalat erős múltra tekint vissza a vezeték nélküli és azon túli piacok úttörőjeként, 2015-ben elindította Bulgária első kereskedelmi 4G hálózatát, 2018-ban pedig az első VoLTE szolgáltatást.